# Adelaide Ivánova
Adelaide Ivánova (Recife, 1982) é uma fotógrafa, poeta, escritora e tradutora brasileira de ascendência russa.
Expôs suas fotos no Brasil, Argentina, Estados Unidos, França, Alemanha e Espanha. Estudou jornalismo, na Universidade Católica de Pernambuco, e fotografia, na Ostkreuzschule (Berlim). Editou o zine anarcofeminista MAIS PORNÔ PVFR. Ganhou o Prêmio Rio de Literatura de 2017 pelo seu livro O Martelo.

## Obras
- 2014 - autotomy (...) - Pingado-Prés
- 2014 - Polaróides - Cesárea
- 2014 - erste Lektionen in Hydrologie - und andere Bemerkungen) - autopublicação
- 2016 - O Martelo - Douda Correria
- 2019 - 13 nudes - Macondo